# Yamaha DX1
De Yamaha DX1 is een synthesizer die door Yamaha van 1983 tot 1986 is gemaakt. De DX1 gebruikt FM-synthese voor het genereren van klanken, en werd gepresenteerd als het topmodel van de Yamaha DX-reeks.

## Kenmerken
De DX1 heeft twee synthesizer-chips uit de DX7 ingebouwd, zodat hiermee de polyfonie kon worden verdubbeld. Ook konden twee verschillende klanken verdeeld over het klavier worden gespeeld (split mode), of gelijktijdig afgespeeld (dual mode). De synthesizer bevat twee keer de hoeveelheid geheugen van de DX7, en elk van de 64 performances kon worden ingesteld als een klanknummer, of een combinatie van twee klanknummers.
De DX1 kwam in een handgemaakte behuizing van Braziliaans palissander, een 73-toetsen gewogen houten klavier met polyfone aftertouch, verlicht lcd, en vaste drukknoppen.
Er zijn slechts 140 exemplaren hiervan geproduceerd.
De Yamaha DX5 was een afgeleide van de DX1. Dat model kwam uit in 1985 en heeft dezelfde klankbron maar mist de gewogen toetsen, aftertouch, houten klavier, en de parameter schermen van de DX1. Het programmeren van instrumenten op de DX1 is eenvoudiger dan op een DX5 vanwege de extra alfanumerieke schermen bovenaan het paneel. Deze geven snel af te lezen informatie weer over klankparameters.

## Gebruik
Een selectie van artiesten die deze synthesizer hebben gebruikt:
- Aphex Twin
- The Beach Boys
- Brian Eno
- Depeche Mode
- Dire Straits (op Brothers In Arms)
- Elton John
- Europe (op The Final Countdown)
- Jan Hammer
- Jean-Michel Jarre
- Kitaro
- Kraftwerk
- Michael McDonald
- Pet Shop Boys
- Toto
- Tangerine Dream